# Gare de Saint-Vith
Ne doit pas être confondu avec Gare de Saint-Vit.
La gare de Saint-Vith (en allemand : bahnhof Sankt-Vith) est une ancienne gare ferroviaire belge des lignes 47, de Saint-Vith à Troisvierges, 48, de Stolberg à Saint-Vith et 163, de Libramont à Saint-Vith desservant la ville de Saint-Vith de la communauté germanophone de Belgique dans la province de Liège en Région wallonne.

## Situation ferroviaire
La gare de Saint-Vith se constituait le point kilométrique final (PK 88.9) de la ligne 48, de Raeren (frontière allemande) à Saint-Vith ainsi que le PK d'origine (0.0) de la ligne 47, de Saint-Vith à Troisvierges. Elle représentait également le PK final (77.9) de la section Gouvy - Saint-Vith de la ligne 163 (cette section construite par l'occupant allemand est parfois désignée ligne 163B pour la distinguer de la section Libramont - Bastogne - Gouvy datant du XIXe siècle).

## Histoire

### La Vennbahn
Dans les années 1850, les régions prussiennes d'Eupen, Malmédy et Saint-Vith commencent à réclamer une ligne ferroviaire qui favoriserait le commerce, l'industrialisation et les liens avec le reste du pays. Plusieurs projets de liaisons internationales faisant de Saint-Vith une étape en direction de Paris ou Spa sont envisagés mais à la fin de la guerre franco-prussienne de 1870, aucune voie ferrée n'avait été réalisée en dehors d'une courte antenne en impasse vers Eupen. La création en 1870-1875 de la ligne de l'Eifel (de) (Trèves - Hürth avec une connexion à la région de la Ruhr) relance les espoirs des notables de la région lesquels constituent le «Comité Central de Malmédy, Montjoie et des villes d'Eupen et de Stolberg » dont les actions parviennent à convaincre l’État prussien de la nécessité d'une ligne ferroviaire traversant les hautes fagnes (Hohes Vennbahn en allemand).
Le tracé le plus rationnel, ratifié par la loi du 15 mai 1882, est celui d'une longue ligne partant d'Aix-la-Chapelle, passant près d'Eupen et Malmédy (que des lignes embranchées relieraient au tronc principal) avant de bifurquer vers l'Est au sud de Saint-Vith où elle se raccorderait à la ligne de Gerolstein à Prüm, partant de la ligne de l'Eifel. Un second prolongement traverserait la frontière luxembourgeoise et aboutirait à Troisvierges sur la ligne reliant Luxembourg à la région de Liège.
La section septentrionale d'Aix à Raeren, Waimes et Malmédy, est livrée à l'exploitation en 1885. En novembre 1887, la section de Waimes à Saint-Vith est inaugurée à son tour.
Pendant ce temps, la Ligne de l'Eifel-Occidental (de) est prolongée de Prüm à Bleialf et, le 1er octobre 1888, les deux maillons sont interconnectés. De Lommersweiler, petite gare rurale de cette ligne vers l'est, les travaux se poursuivent pour mettre en service, le 4 novembre 1889, la section vers la gare luxembourgeoise de Troisvierges. La Vennbahn est mise à double voie en 1909.

### Le nœud ferroviaire de Saint-Vith
La gare de Saint-Vith est dotée d'un important dépôt de locomotives avec une rotonde et une plaque tournante. Elle sera la plus importante remise de la Vennbahn. En raison du relief tourmenté, la bifurcation entre les lignes vers Gerolstein et le Luxembourg se trouve à Lommersweiler, près de 5 km plus loin.
Au début du XXe siècle, pour renforcer le maillage ferroviaire de la région, qui constituerait une tête de pont utile en vue d'une guerre contre la France, le gouvernement prussien satisfait aux réclamations des locaux en créant une ligne de Jünkerath à Weywertz achevée en 1912 (les plans initiaux prévoyaient d'implanter la bifurcation à Waimes). Dans le même ordre d'idées, il parvient après de nombreuses années infructueuses à obtenir de l’État belge la création début 1914 d'une ligne internationale de Malmedy à Stavelot. Afin d'éviter que cette ligne facilite l'invasion du pays, les Belges ont sciemment construit la section en territoire belge à simple voie avec des structures trop légères pour un trafic intensif.
La ligne Malmédy - Stavelot étant effectivement impraticable pour accueillir la noria de trains militaires (soldats, munitions, canons, chevaux, permissionnaires et blessés), le gouvernement et les autorités militaires dressent rapidement les plans de deux nouvelles voies ferrées partant de la région de Saint-Vith et aboutissant en Belgique :
- une ligne de Saint-Vith à Gouvy avec un raccord direct en direction de Lommersweiler. Avec la ligne 163 (Gouvy - Bastogne - Libramont) et la ligne 163A (Bertrix - Carignan), elle donnait un accès direct à Sedan et Verdun[4].
- une ligne de Born (au nord de Saint-Vith) à Vielsalm (future ligne 47A) doublant la première et donnant accès à Liège et au front des Flandres[5].
- une troisième ligne, jamais réalisée, devait partir de Losheim, sur la ligne Jünkerath - Weywertz, et rallier directement Saint-Vith[6].

La gare de Saint-Vith est agrandie en conséquence. Après le rattachement à la Belgique des cantons d'Eupen, Malmédy et Saint-Vith, la ligne des fagnes passe sous administration belge moyennant des règlements draconiens pour les trains transitant en territoire allemand. Le trafic de l'immédiat après-guerre est conséquent mais en net recul avec la fin du transport de coke allemand dans les années 1930. Les lignes rayonnant autour de Saint-Vith sont remises à simple voie et le trafic de transit est redéployé sur d'autres axes.

### Déclin et fermeture
Durant la deuxième guerre mondiale, la région repasse sous contrôle allemand. Les troupes belges sabotent plusieurs installations et mettent définitivement hors-service la ligne 47A en dynamitant un viaduc. À la fin du conflit la gare et ses environs sont pris pour cible par l'aviation puis se retrouvent sur la ligne de front. Le bâtiment de la gare est détruit et la ligne vers Troisvierges, coupée en deux par le dynamitage d'un pont, ne sera jamais rétablie. Les autres lignes reprennent du service à la fin des années 1940 après de longs travaux.
La ligne vers Gouvy, dont plusieurs talus et viaducs avaient été endommagés, ferme finalement aux voyageurs le 18 mai 1952 en même temps que sur la ligne vers Lommersweiler et la frontière allemande. La section de la ligne 163 aboutissant à Saint-Vith ferme peu après un incident où un conducteur  avait senti un viaduc bouger sous le poids de son train.
Le 1er juin 1954 marque le dernier départ d'un train de voyageurs à Saint-Vith. La ligne en direction de Bleialf perd son dernier trafic marchandise à la même période ; les rails sont retirés en 1960.
Entre Saint-Vith et Waimes, la ligne devenue une longue voie sans issue est seulement parcourue par des trains de marchandises dits "caboteurs" desservant les industries et exploitants agricoles de chaque gare. Ce trafic est finalement supprimé le 23 septembre 1982. Les voies sont démontées en 1987. Le reste de la ligne finit par disparaître au début des années 2000 malgré une exploitation touristique.
Dans les années 2000, un chemin RAVeL est aménagé sur la Vennbahn et la ligne vers Gerolstein. L'emplacement des voies au nord de la gare a été investi par plusieurs ensembles d'habitations.

## Patrimoine ferroviaire

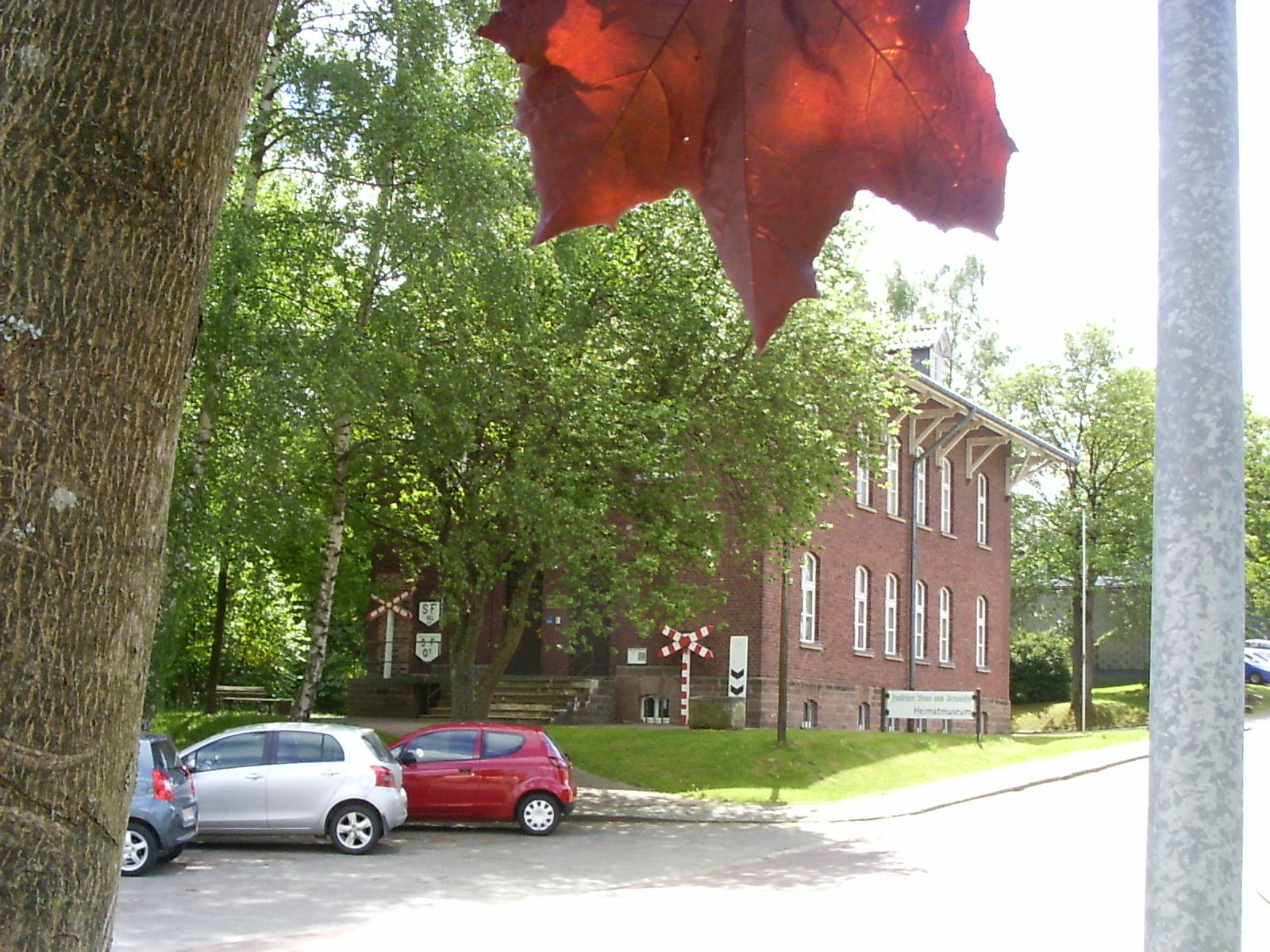
Bâtiment reconverti en musée.

Le bâtiment des recettes, datant de 1887, a été détruit à la fin de la Seconde Guerre mondiale. Un grand bâtiment annexe dévolu aux cheminots a survécu et accueille depuis le musée d'histoire de la ville de Saint-Vith avec une section et des artefacts consacrés à l'histoire de la Vennbahn gérée par l'association ZVS. Ces deux constructions de style similaires sont dues aux Chemins de fer d'État de la Prusse (KPEV).
Comme les gares de Waimes et Montenau, le bâtiment des voyageurs se caractérise par un style plus élaboré et moins austère par rapport aux gares de la section en service depuis 1885. Les charpentes apparentes servent de support à un toit avec deux demi-croupes aux pignons. Le large corps central pourvu d'une avancée côté rue avec un pignon médian possède cinq travées et deux étages. Il est encadré par deux ailes moins profondes longues de trois et sept travées ; cette dernière étant bordée par la halle aux marchandises bâtie en pans de bois hourdés de brique.
L'annexe qui servait de bureau et de quartiers pour les cheminots du dépôt est le seul bâtiment survivant. Il a servi de gare pour les voyageurs après la destruction du bâtiment attenant. C'est une construction à étage appuyée sur le talus surplombant les voies. Il est long de six travées (les deux extrêmes étant plus espacées) et large de trois avec une façade de briques brunes et un soubassement en pierres.